# Burglesau
Burglesau ist ein Gemeindeteil der Stadt Scheßlitz im oberfränkischen Landkreis Bamberg in Bayern. Burglesau war bis zum 31. Dezember 1973 eine Gemeinde.

## Geographische Lage
Das Kirchdorf  Burglesau befindet sich rund 4,3 km nordöstlich der Scheßlitzer Kernstadt am Nordostfuß des Reisbergs (auch Schlappenreuther Berg genannt), eines 553,9 m ü. NHN hohen Bergs bzw. Bergsporns am Westrand der Fränkischen Alb. Die Dorfgemarkung von rund 7 ha liegt am Burglesaubächlein, einem Zufluss des Scheßlitzer Ellernbachs. Nachbarorte sind die Scheßlitzer Stadtteile Stübig im Norden, Würgau im Südsüdosten, Schlappenreuth im Südwesten, Burgellern im Westsüdwesten und Ehrl im Westen; ostnordöstlich liegt der Wattendorfer Gemeindeteil Gräfenhäusling und ostsüdöstlich der Stadelhofener Gemeindeteil Roßdorf am Berg. Von der westlich verlaufenden Staatsstraße 2210 führt eine Stichstraße nach Burglesau.

## Ortsname
Die heutige Schreibweise von Burglesau befindet sich auf historischen Dokumenten ab dem 16. Jahrhundert. Zuvor wurde der Ort „Lesen“, „Lesaw“ oder auch „Lesau“ bezeichnet. Im 17. und 18. Jahrhundert enthalten historische Karten und teilweise auch Urkunden die Schreibweise „Burg-Lesau“. Häufig wurde auch noch bis ins 19. Jahrhundert „Burglösau“ geschrieben.
Der Name Lesen ist wohl slawischer Herkunft und weist auf eine Ansiedelung am bzw. im Wald hin. Das slawische Wort Lěšane bezeichnet Leute, die im oder am Wald wohnen. Die Überreste frühmittelalterlicher Besiedelungen auf dem Reisberg und die nahegelegenen Reste einer mittelalterlichen Turmhügelburg brachten dem Dorfnamen wohl den Zusatz Burg ein.
Als unwahrscheinlich gilt die Deutung des Ortsnamens von Nikolaus Haas (1779–1855). Er schrieb in seiner Abhandlung von 1829 über heidnische Grabhügel bei Scheßlitz zur Namensherkunft von Burglesau, dass sich Lesau aus dem slawischen Wort für Flechte ableitet und vermutete, dass dort Werkzeuge gefertigt wurden.
Im Bericht über das Bestehen und Wirken des Historischen Vereins zu Bamberg in Oberfranken in Bayern von 1842 wird unter § 107 Spuren der slavischen Ansiedelungen in den Benennungen der einzelnen Orte und Flurdistrikte erwähnt, dass sich Burglesau von Lesau ableitet und dies so viel wie Flechte (slawisch les, las) bedeutet und auch einen Forst bezeichnet.
Das an das Dorf Burglesau angrenzende Bachtal wird als Lesauer Tal bezeichnet. Im 57 ha großen Naturschutzgebiet erhebt sich etwa 1800 m von der Ortsmitte entfernt ein Steilhang mit Magerrasen und aufragenden Felstürmen. Das Tal ist ein Rückzugsgebiet für eine große Artenvielfalt von bedrohten Pflanzen und Tieren. Der Bachlauf, der sich aus mehreren Quellen des Lesauer Tales speist, wird als Lesaubächlein, Burglesaubächlein oder Burglesauer Bächlein bezeichnet. Der Bach fließt zwischen Stübig und Ehrl in den Ellernbach.

## Geschichte
Ein Gräberfeld aus karolingisch-ottonischer Zeit (7. bis 8. Jahrhundert) gibt Zeugnis einer frühen Besiedelung des Lesauer Tales. Dieses Gräberfeld grenzt nördlich an das Obere Dorf und liegt am Fuße des Rötelsbergs. Auf der anderen Seite des Tales erhebt sich der sagenumwobene Reisberg. Dort ist eine Höhensiedlung mit Funden des Endneolithikums, der Bronzezeit, der Urnenfelderzeit, der Hallstattzeit, der frühen Latènezeit, der Völkerwanderungszeit und des frühen Mittelalters nachgewiesen. Neben dieser Höhensiedlung, die möglicherweise als Burganlage ausgebaut war, befinden sich an anderer Stelle auf einem Bergsattel die Überreste einer mittelalterlichen Turmhügelburg.
Als erste urkundliche Erwähnung des Dorfes gilt eine Schenkung aus dem Jahr 1290: Gräfin Agnes von Truhendingen überließ in einem Vertrag das Dorf „Lesen“ dem Zisterzienserkloster Langheim. Bis zur Säkularisation hatte das Kloster Besitz und Grundherrschaften an einem Hof in Burglesau. Größte Grundherren waren das Hochstift Bamberg und die Adelsfamilie derer von Egloffstein. Mit der Säkularisierung verlor das Hochstift Bamberg die Grundherrschaft. Burglesau war dem Landgericht Schesslitz zugeordnet. Es war eine eigenständige Gemeinde. Am 1. Januar 1974 wurde Burglesau nach Stübig eingemeindet. Seit dem 1. Mai 1978 gehört das Dorf zur Stadt Scheßlitz.

### Kirchliche Trennung
Eine Besonderheit ist die kirchliche Teilung des katholisch geprägten Dorfes. Das Burglesauer Bächlein zieht mitten durch den Ort die Grenze zwischen den beiden Pfarreien St. Kilian zu Scheßlitz und St. Martin zu Weichenwasserlos. So gehörten die Höfe auf der linken Seite des Bachlaufes zu Scheßlitz und die Höfe und Häuser auf der rechten Seite zu Weichenwasserlos. Nicht nur die Gottesdienste wurden in unterschiedlichen Kirchen gefeiert, auch die Toten wurden auf den jeweiligen zur Pfarrei gehörenden Friedhöfen beigesetzt. Die schulpflichtigen Kinder besuchten unterschiedliche Schulen. Nach alten Überlieferungen hielt sich das Bewusstsein für die unterschiedliche pfarrliche Zugehörigkeit bis in die 1950er Jahre. Erst nach dem Bau der neuen Kapelle in der Ortsmitte von Burglesau änderte sich das Bewusstsein. Zwischenzeitig bilden die beiden Pfarreien mit weiteren Pfarreien im Stadtgebiet von Schesslitz die Seelsorgeeinheit Schesslitz.
Vor dem Bau der Kapelle bildete in beiden Ortsteilen von Burglesau jeweils ein Kreuz die Mitte und den zentralen Treffpunkt zum Austausch und zum gemeinsamen Gebet. In einer historischen Karte aus der Zeit um 1840 sind die beiden Kreuze eingezeichnet und kennzeichnen die Mitte des unteren und des oberen Dorfes.

### Grundherrschaften

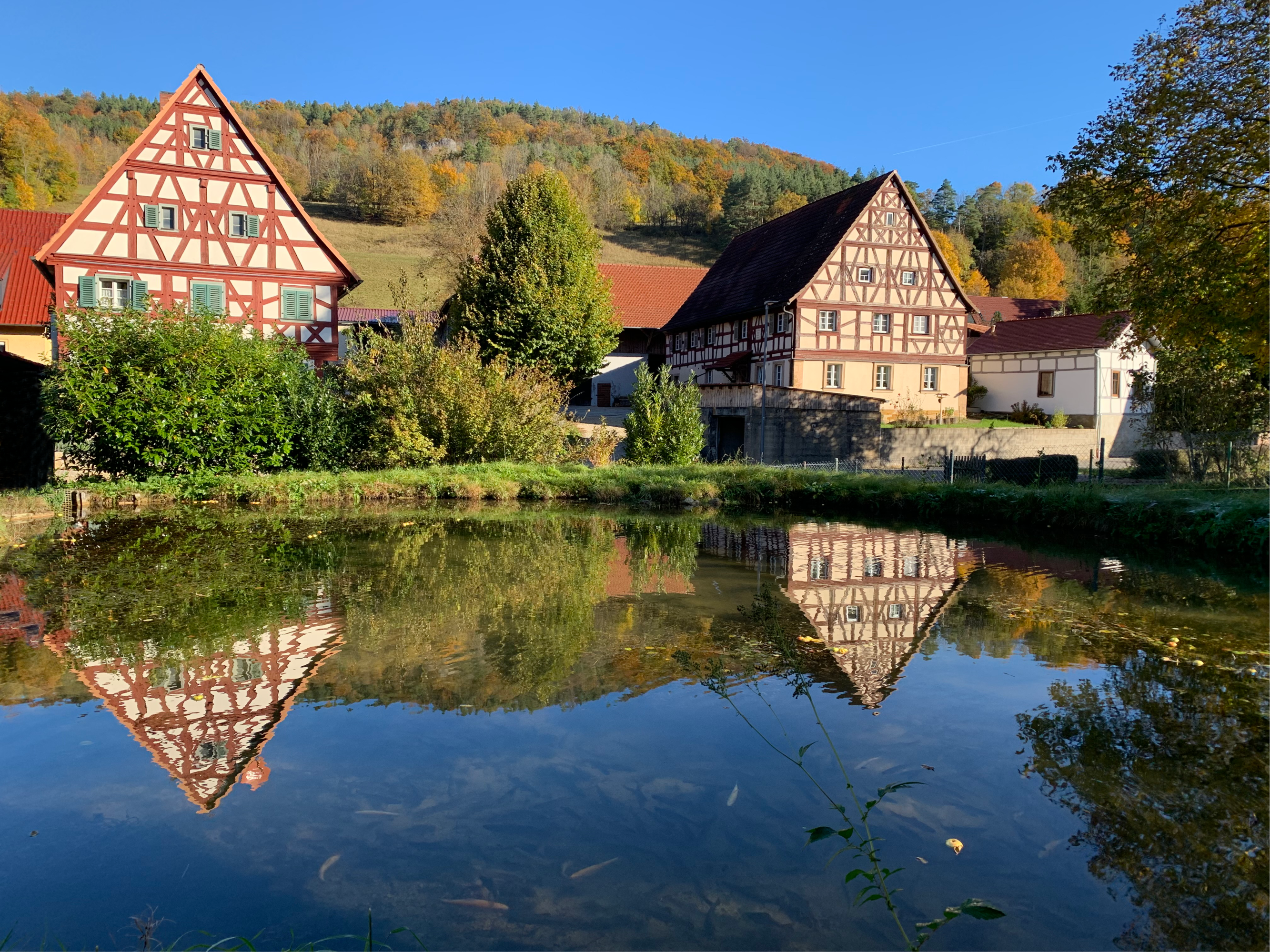
Fachwerkhäuser im hinteren Dorf von Burglesau

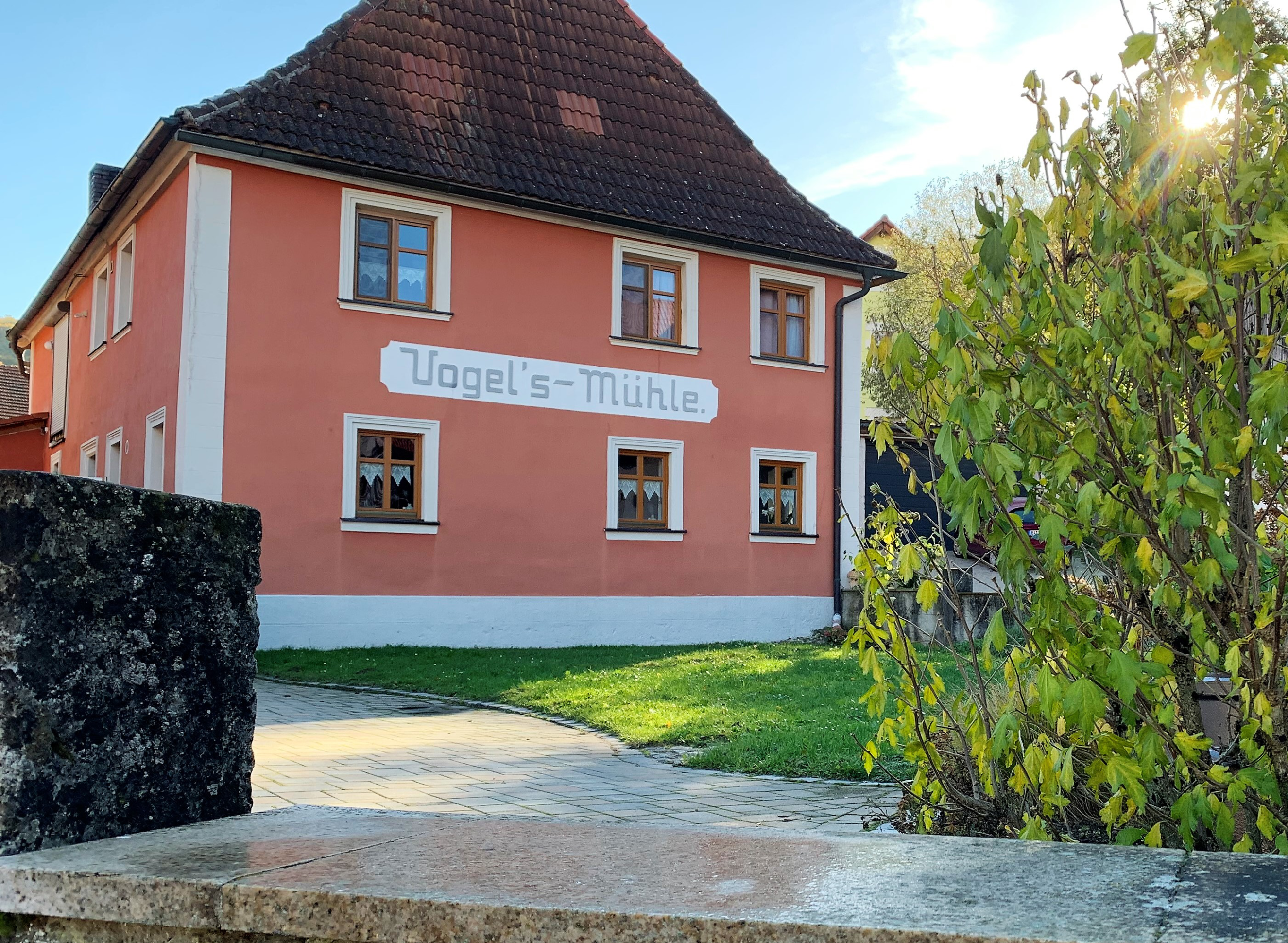
Die Burglesauer Vogelsmühle

Möglicherweise geht die Trennung auf die unterschiedlichen Grundherrschaften im späten Mittelalter zurück. Grundherren in Burglesau waren zunächst das Kloster Langheim sowie die Grafen von Egloffstein. Durch Tausch kam ein Teil des Ortes in den Besitz des Hochstifts Bamberg. Dieses belieh die Grafen von Egloffstein mit seinen Besitzungen in Burglesau. Bei der Trennung von Staat und Kirche 1803 dürfte der Ort bis auf einen Hof voll im Besitz des Hochstifts Bamberg und an den Grafen von Egloffstein verliehen gewesen sein. Die Gerichtsbarkeit führte das Geschlecht von Egloffstein aus, die Steuer wurde an den Fürstbischof entrichtet. Von einer einzigen Ausnahme berichtete Johann Kaspar Bundschuh 1799: Demnach gehörte ein Gehöft in Burglesau direkt dem Fürstbischof und unterstand mit der Gerichtsbarkeit und mit der Steuer dem Amt von Scheßlitz. Von Johann Baptist Roppelt ist zu erfahren, dass es sich bei diesem Hof um die Burglesauer Mühle handelte. Roppelt berichtet von einem Gehöft, das dem Kloster Langheim zugeordnet war.

### Patrimonialgericht
Am Hollfelder Hof zu Burglesau war um 1800 das Patrimonialgericht angesiedelt. Ausgeübt wurde es vom Schultheiß des Ortes. Der Schultheiß war ungeachtet der Pfarrgrenzen für das gesamte Dorf zuständig. Bedeutung erlangte das Patrimonialgericht mit der Säkularisierung (1803). Dies lässt darauf schließen, dass die Grafen und Freiherren von Egloffstein die Besitzungen des Klosters Langheim übertragen bekommen haben. 1822 starb Johann Hollfelder, Schultheiß und Wirt in Burglesau.

### Landwirtschaft und Handwerk

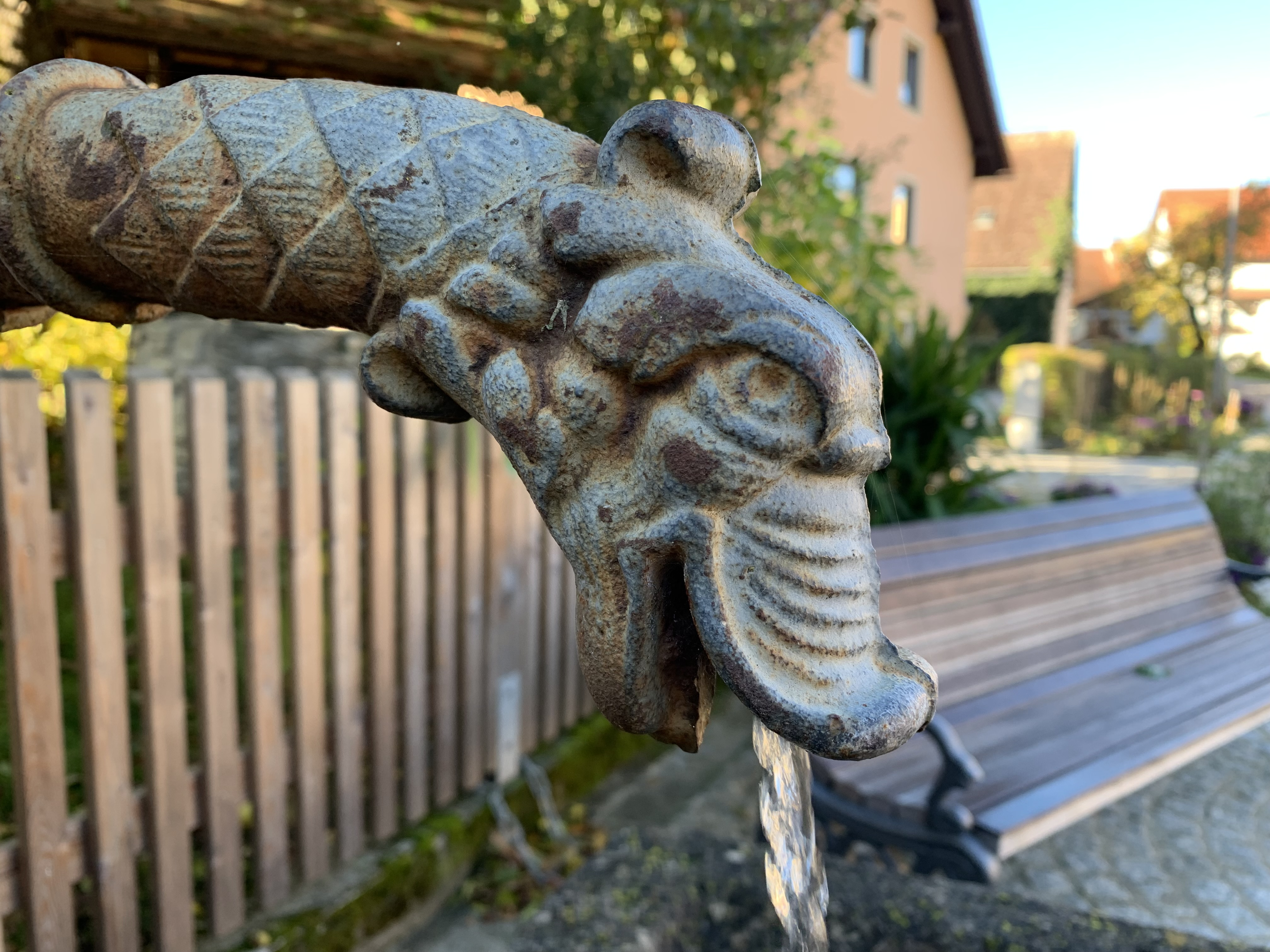
Brunnenrohr am Dorfbrunnen

Die Bewohner von Burglesau ernährten sich von der Landwirtschaft. Ein Zubrot verdienten sich viele Burglesauer durch die Ausübung von Handwerksberufen. In alten Aufzeichnungen werden die Bewohner nicht nur als Bauern bezeichnet, sondern auch als Handwerksgesellen verschiedener Zünfte.
Die bisher früheste bekannte Ortsbeschreibung von Burglesau stammt 1799 von Johann Kaspar Bundschuh. Er berichtet von einem Schultheiß, der mit der niederen Gerichtsbarkeit ausgestattet war. Er erwähnt auch die Reste einer Burg oder eines Schlosses in der Nähe von Burglesau. Über die Zahl der Einwohner und Höfe gibt er keine Auskunft.
Im Addreß-Handbuch für den königlich-baierschen Mainkreis von 1810 werden in Burglesau 176 Einwohner genannt. Drei Jahre später (1813) wurden im Schematismus des Erzbistums Bamberg für Burglesau 91 Seelen der Pfarrei Schesslitz zugehörig und 81 Seelen der Pfarrei Weichenwasserlos zugehörig bezeichnet.
Um 1840 zeigte eine historische Karte 34 Höfe in Burglesau. Die damalige Hausnummer 1 bezeichnete ein Gebäude, an dessen Stelle heute kein Gehöft mehr steht. Die Hausnummer 24 war ebenfalls ein nicht mehr bestehendes Gebäude. Es ist rot laviert und war somit ein öffentliches Gebäude. Der Überlieferung nach stand am Ausgang des Dorfes zum Lesauer Tal das Armenhaus oder auch Hirthaus genannt. Es könnte sich aber auch um das von Johann Baptist Roppelt 1801 erwähnte Jägerhaus gehandelt haben. Möglicherweise hatte dieses öffentliche Gemeindegebäude mehrere Verwendungen.

### Auswanderungen nach Nordamerika
Verschiedene Aufzeichnungen des 19. Jahrhunderts berichten vom Auswandern einiger Burglesauer Bürger in die Neue Welt (Amerika/Nordamerika). So wanderten beispielsweise 1845 der Taglöhner Johann Raab mit seiner Frau und acht Kindern. und der ledige Schuhmachergeselle Franz Paul Merklein nach Nordamerika aus 1860 wanderte der ledige Schmiedegeselle Paul Oettlein im Alter von 32 Jahren dorthin aus.

### Einwohnerentwicklung im 19. Jahrhundert
Nicht zugeordnet werden kann die Aufzeichnung zu Burglesau im Topographisch-statistisch-historischen Lexikon von Deutschland  aus dem Jahr 1845. Dort heißt es über Burglesau: „Dorf mit 13 Häusern und 64 Einwohnern.“ Der Ort befand sich damals im Besitz der Grafen und Freiherren von Egloffstein. Vermutlich wurde dabei nur der zu Weichenwasserlos gehörende Teil des Dorfes gezählt, der damals 13 Anwesen in Burglesau umfasste.
Im Verzeichnis der Gemeinden des Königreichs Bayern mit ihrer Bevölkerung wurden im Dezember 1861 in Burglesau 44 Familien mit 205 Einwohnern genannt.
Im Ritter's geographisch-statistischen Lexikon von 1864 wurden drei Jahre später nur 180 Einwohner genannt.
Die Viehzählung im Königreiche Bayern vom 10. Januar 1873 nannte 33 Höfe, auf denen folgender Viehbestand in Burglesau gehalten wurde: 143 Stück Rindvieh, davon 56 Kühe; 96 Schafe; 48 Schweine; 17 Ziegen und 23 Bienenvölker.

### Armenhaus/Jägerhaus
In einer historischen Karte aus der Zeit um 1840 ist am östlichen Ortsausgang zum Lesauer Tal ein öffentliches Gebäude, wohl das Armenhaus der Gemeinde, eingezeichnet. Der historische Bau steht heute nicht mehr. Zeitweise fanden dort nach alten Überlieferungen auch Schäfer und Jäger Unterkunft.

## Rittergut Burglesau und Patrimonialgericht
Johann Baptist Roppelt schrieb 1801 über Burglesau, dass es ein ritterschaftlicher Ort war. Im Regierungsblatt für das Königreich Bayern wurde 1831 ein Rittergut als Patrimonialgericht erster Klasse in Burglesau erwähnt.
Die These von Johann Kaspar Bundschuh, dass die Reste einer Burg oder eines Schlosses in der Nähe von Burglesau sich einst im Besitz der Grafen von Egloffstein befand, ist nicht von der Hand zu weisen. Johann Gottfried Biedermann (1705–1766) führte in seinem 1747 in Bamberg erschienenen Register der Ritterschaften von Franken drei adelige Herren aus dem Geschlecht der Egloffsteiner auf, die in ihrem Namen den Zusatz Burg-Lesau trugen:
- Siegemund von Egloffstein zu Egloffstein, Biberbach, Cunreuth, Mühlhausen, Burg-Lesau, Leupoldstein, Lamgarden, Warnckheim und Schönfließ (1629–1646).
- Wilhelm Marquard Ernst Franz von Egloffstein zu Egloffstein, Gunzendorff, Cunreuth, Mühlhausen, Biberbach und Burg-Lesau (* 1726). Er war Hauptmann im Dienst des Bamberger Fürstbischofs.
- Albrecht Christoph von Egloffstein zu Egloffstein, Cunreuth, Mühlhausen, Biberbach, Gunzendorff, Burg-Lesau und Reitzendorff. Er war Burggraf auf Rothenberg und Obmann seines Geschlechts.

Möglicherweise wurden beim Auflassen der Burglesauer Turmhügelburg die Einkünfte dieses Rittergutes auf einzelne Mitglieder der Adelsfamilie Egloffstein übertragen und diese führten den Namen des ehemaligen Rittergutes als Zusatz in ihrem Titel. Die zum Rittergut Burglesau gehörende Jagd wurde 1832 neu verpachtet.
Ebenso ist naheliegend, dass die Ausführung der niederen Gerichtsbarkeit im Sinne eines Partikulargerichts mit dem Auflassen der Turmhügelburg direkt auf den jeweiligen Schultheiß von Burglesau übertragen wurde. Dies blieb über die Säkularisierung und Neuordnung von Staat und Kirche hinaus bis in die Mitte des 19. Jahrhunderts erhalten.
Mit einem Eintrag vom 19. Februar 1822 im Königlich Bayerischen privilegierten Intelligenz-Blatt für den Ober-Mainkreis berichtete das Patrimonialgericht Burglesau (damals mit Sitz in Plankenfels) vom Tod des Burglesauer Lehens-Schultheißen und Wirts Johann Hollfelder. Demnach war die Familie Hollfelder bzw. der Hof der Familie mit dem Schultheißenamt über ein Erbrecht durch die Egloffsteiner ausgestattet. Mehrfach ist in Amtsblättern des 19. Jahrhunderts vom Patrimonialgericht Burglesau im Zusammenhang mit dem hollfelderischen Hof oder auch Haus zu lesen.

## Kapelle

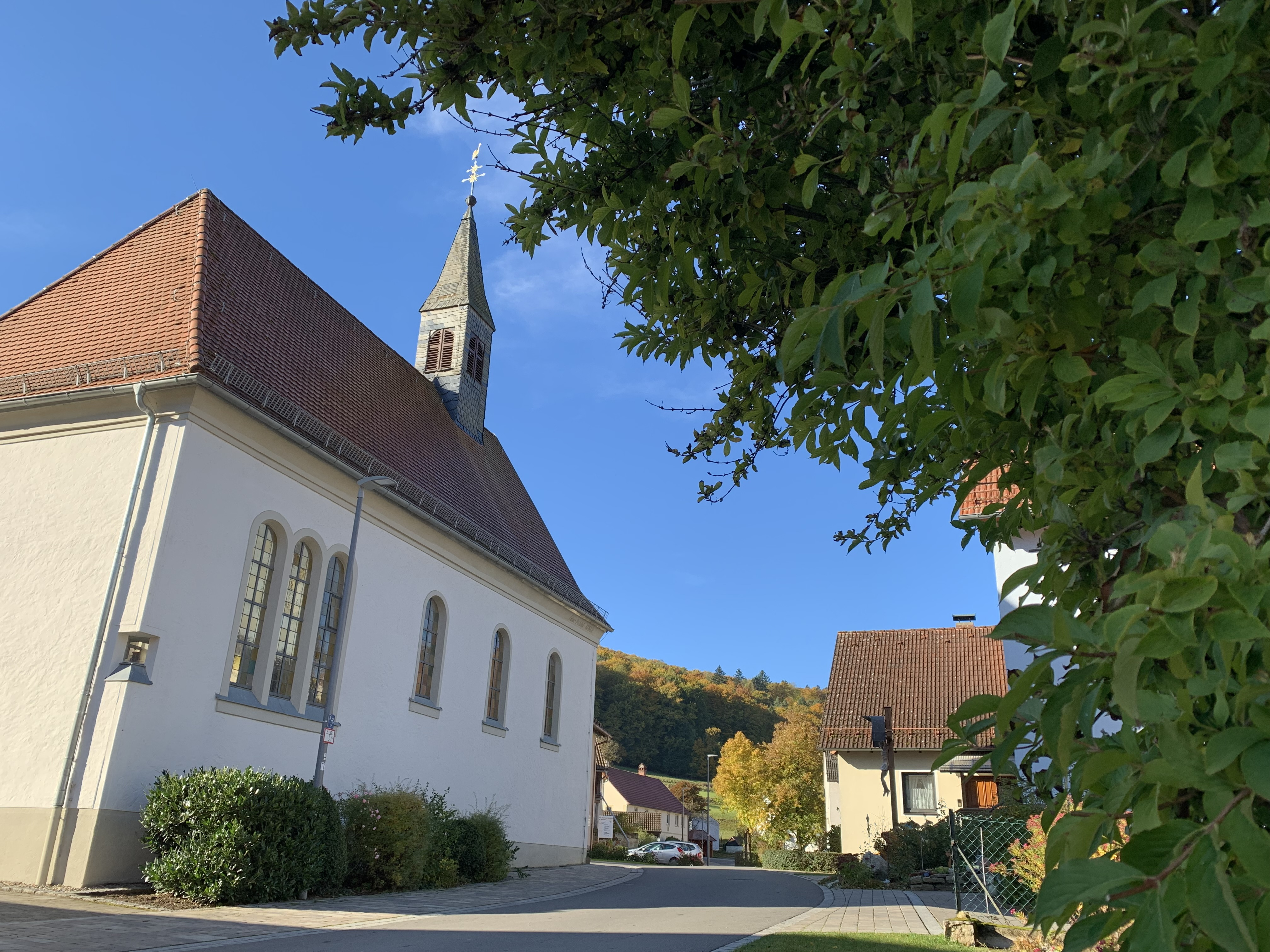
Die Burglesauer Marienkapelle

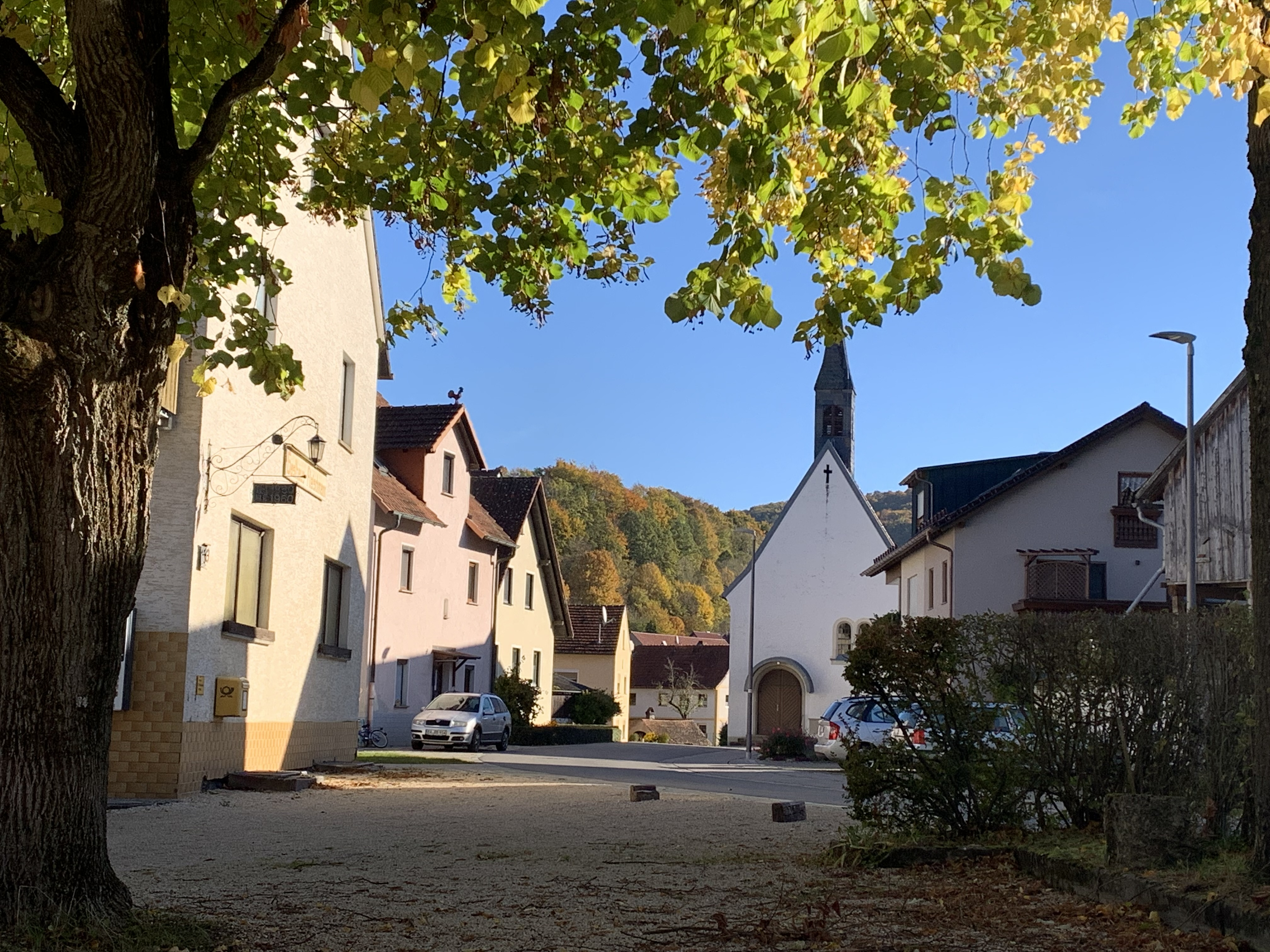
Dorfstraße von Burglesau mit Kapelle

Die Idee zum Bau einer Kapelle in Burglesau geht weit zurück. Vor dem Zweiten Weltkrieg wurde zweimal der Versuch zum Bau einer eigenen Kapelle im Dorf unternommen. Die Entwicklungen des Dritten Reichs bremsten das Vorhaben. Nach dem Krieg trieben vor allem heimgekehrte Kriegsgefangene aus Dankbarkeit den Bau einer Kapelle voran. So erfolgte am 19. Dezember 1950 bei einer Bürgerversammlung in der Gaststätte Fleischmann der dritte Aufruf zum Bau einer Kapelle und es kam zur Gründung eines Kapellenbauvereins, dem sich die Bürger unabhängig von ihrer pfarrlichen Zugehörigkeit anschlossen. Im Sommer 1951 wurde der Architekt Georg Dietz aus Bamberg mit der Planung der Kapelle beauftragt. Die Gemeinde Burglesau genehmigte am 5. Oktober 1951 den Bauplan. Die Baugenehmigung des Landratsamtes Bamberg ist auf den 5. Dezember 1952 datiert. Der Landwirt Johann Hauptmann stellte dem Kapellenbauverein ein Grundstück zur Errichtung der Kapelle zur Verfügung. Am 11. Oktober 1952 wurde mit dem Richtfest der erste Bauabschnitt erreicht. Anlässlich dieser Feier schrieb der Erste Bürgermeister und Vorstand Johann Wagner unter anderem Folgendes nieder: „Nach den vielen Mühen und Opfern, die auch von den Mädchen und Frauen mitgetragen wurden, ist dieser Tag ein Festtag für die ganze Gemeinde, den sie gemeinsam mit ihren beiden Pfarrherren Geistlicher Rat Hart aus Scheßlitz und Pfarrer Schick aus Weichenwasserlos begehen.“ Die Weihe der Kapelle erfolgte am 9. Mai 1954. Die Kapelle ist der Jungfrau Maria geweiht. Das Dorf erinnert alljährlich mit dem Kirchweihfest am zweiten Sonntag im Mai an dieses Ereignis der jüngeren Dorfgeschichte. Mit Blick auf das 50-jährige Jubiläum der Kapelle fand ab 2002 eine umfangreiche Innen- und Außensanierung statt. Der Innenraum wurde dabei neu gestaltet. Im Dachreiter der Kapelle befinden sich zwei Glocken. Die kleine aus dem Jahr 1799 diente vor dem Bau der Kapelle als Gemeindeglocke und befand sich auf einem Anwesen in der Ortsmitte. Sie trägt die Inschrift: „1799 / Ave Maria Gratia Plena / Dominus TECUM“. Die große Glocke ist mit „1956 / Anno Domini / Gloria Patri / et Filio et / Spiritui Sancto“ bezeichnet.

## Fachwerkhäuser

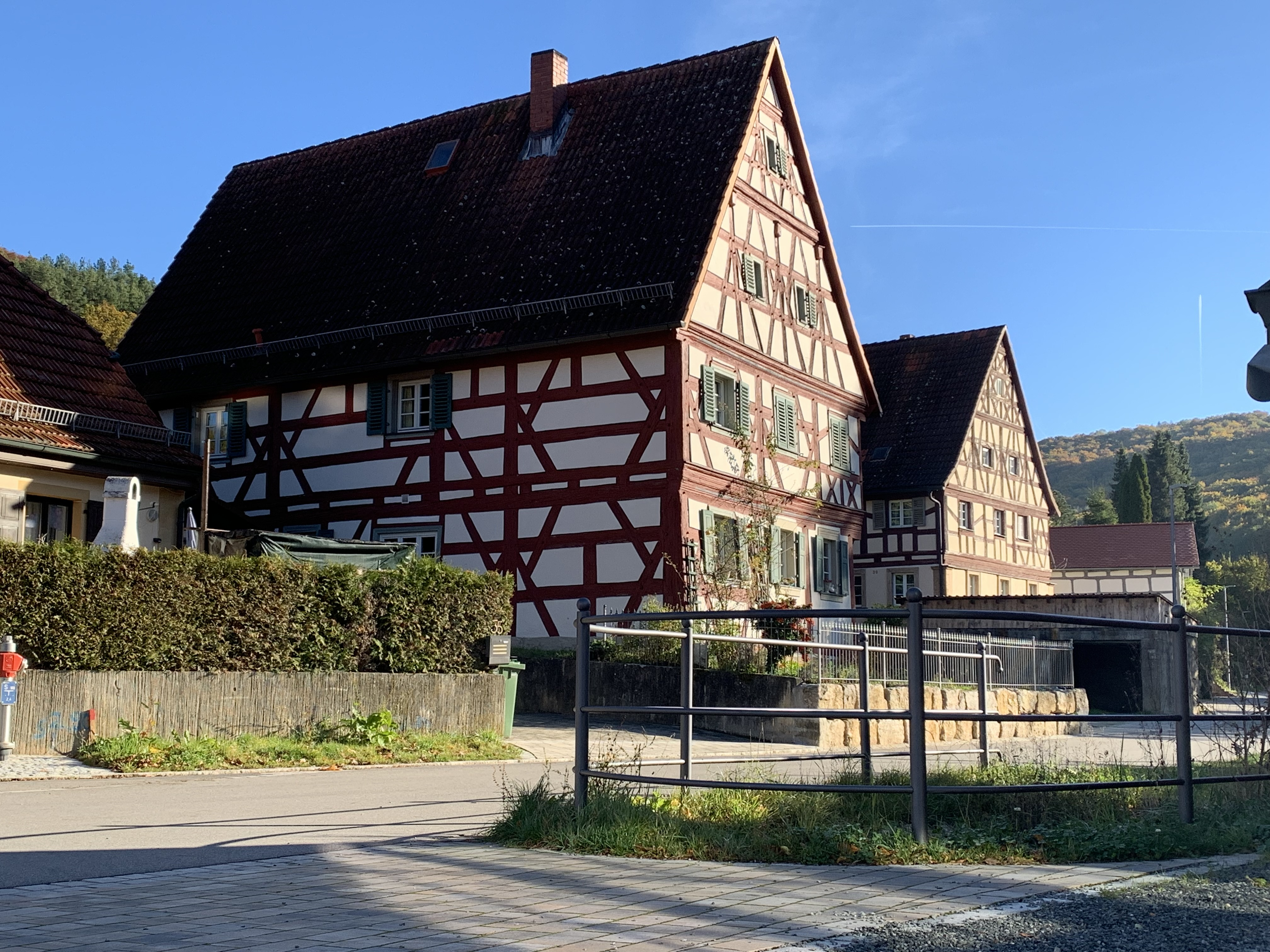
Fachwerkhäuser aus dem 16. und 17. Jahrhundert im hinteren Dorf

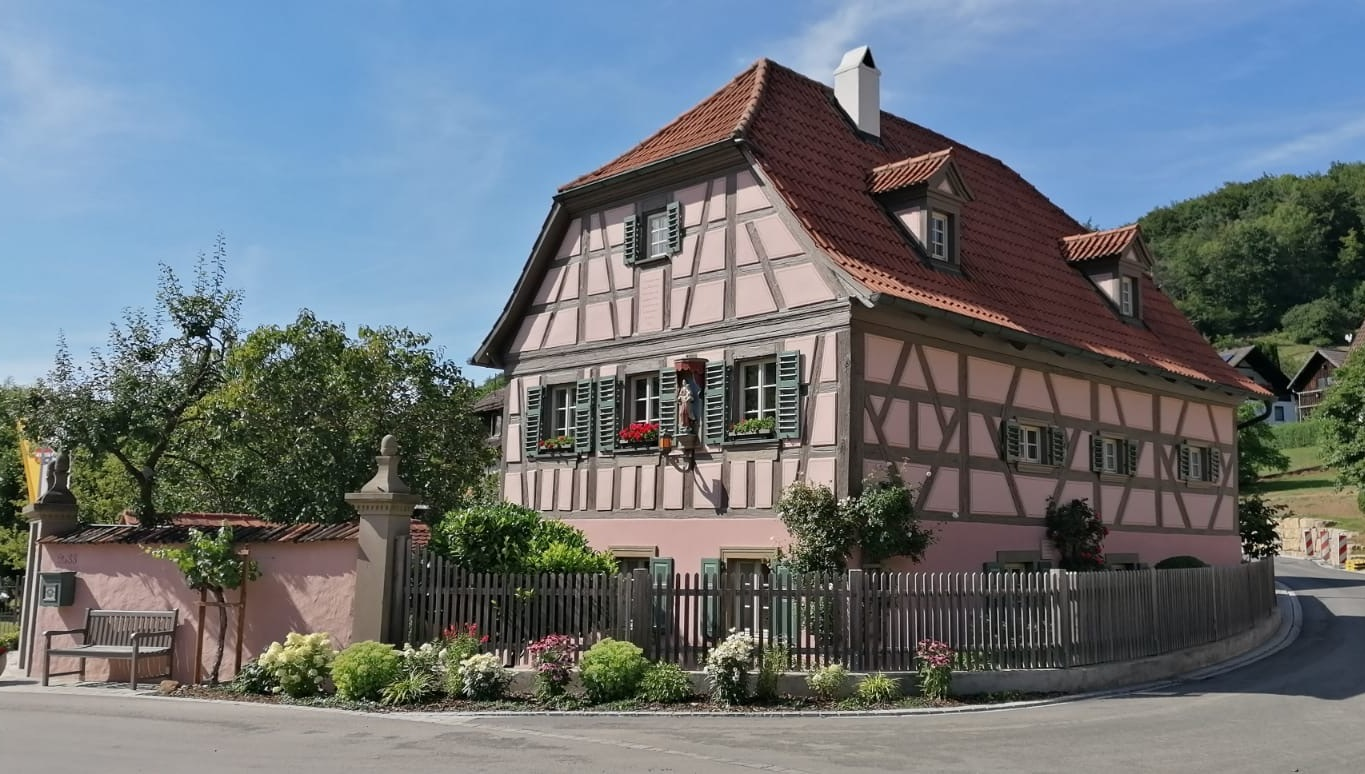
Barockes Fachwerkhaus in Burglesau

Das Dorf wird von einigen Fachwerkhäusern und historischen Steinhäusern aus der Zeit des 17. bis 19. Jahrhunderts geprägt. Insgesamt stehen aktuell 9 Bauwerke unter Denkmalschutz. Vor allem im oberen Dorf stehen imposante Fachwerkbauten, die nach alten Überlieferungen im Gegensatz zu den Gebäuden im unteren Dorf zweigeschossig gebaut sind. Auffällig sind die Vogelsmühle mit ihrem Walmdach und ein benachbartes Gebäude mit einem Halbwalmdach.
Eine Besonderheit war die Vielzahl an historischen Backhäusern im Dorf. Heute sind davon noch vier erhalten.

## Dorfsanierung
Heute weist der Ort nur noch wenige bäuerliche Strukturen auf. In den zurückliegenden Jahren fand eine umfangreiche Dorferneuerung statt. Das Lesaubächlein wurde teilweise freigelegt. Die durchgeführten Maßnahmen sind nicht unumstritten, da der Grundwasserspiegel an einigen Stellen im Ort gesunken und andernorts gestiegen ist.

## Bürgerinitiative Lesauer Tal
Am 27. März 2022 hat sich in Burglesau die Bürgerinitiative Lesauer Tal gegründet. Das Ziel der Bürgerinitiative ist es, die Erweiterung der Burglesauer Deponie durch einen privaten Betreiber zu verhindern. Insgesamt sollen rund 20 Hektar Wald – das sogenannte Münchsholz – gerodet und über 30 Jahre Opalinuston abgebaut werden. Anschließend sollen die Gruben mit Bauschutt verfüllt werden. Die wesentlichen Argumente fasst die Bürgerinitiative wie folgt zusammen: Gefährdung des Naturschutzgebietes Burglesauer Tal, Zerstörung von unentdeckten Bodendenkmälern im Münchsholz, Zerstörung des Landschaftsbildes, Gefährdung des Lebensraumes der Fledermauskolonie in Ehrl, Veränderung des Grundwasserspiegels mit massiven Schäden an Gebäuden im Lesauer Tal (darunter zahlreiche denkmalgeschützte Fachwerkhäuser) und schließlich der zunehmende Schwerlastverkehr für die angrenzenden Ortsteile von Scheßlitz.

## Wasserwidder
Im Naturschutzgebiet Burglesauer Tal steht am Lesaubächlein ein historischer Wasserwidder von 1896. Die technische Anlage wird aktuell im Rahmen der Flurentwicklung Burglesau saniert. Nicht nur das Gebäude wird instand gesetzt, sondern auch die Technik des späten 19. Jahrhunderts soll behutsam restauriert werden um die Mechanik im Rahmen von Führungen Besucherinnen und Besuchern zu erläutern. Oberhalb des Gebäudes soll an der Straße ein Quellstein errichtet werden, aus dem dann das vom Widder beförderte Wasser sprudelt.
Nach Abschluss der Sanierung soll der Wasserwidder zu touristischen und allgemeinbildenden Zwecken während der Wandersaison in der Zeit von April bis Oktober an den Wochenenden betrieben werden.
Der Widder förderte das Trinkwasser von Burglesau zum Hochbehälter auf der Jurahochfläche und versorgte dort die Haushalte.

## Naturschutzgebiet Burglesauer Tal
Das Lesauer Tal oder auch Burglesauer Tal ist ein Naturschutzgebiet mit einer Fläche von 57 Hektar. Das Tal gilt als Naherholungsgebiet für den Großraum Bamberg. Besonders Wanderer und Bergsteiger suchen in den Tal- und Felsbereichen Erholung. Die im Burglesauer Tal nachgewiesenen 397 Tierarten, von denen 55 Arten bundes- oder landesweit vom Aussterben bedroht sind, unterstreichen die Schutzwürdigkeit des Gebietes.
Besondere Flechten wurden schon im 19. Jahrhundert gefunden, die sonst nur noch im Altmühltal bei Eichstätt nachgewiesen sind.
Im Burglesauer Tal befinden sich auf einer relativ kleinen Fläche Tiere und Pflanzen unbelasteter Bergbäche, feuchter Wiesen, frischer und trockenwarmer Gehölzstandorte, von Halbtrockenrasen und wärmeliebenden Säumen, sonnenexponierten Felsbereichen und von Laub- und Mischwäldern.
Das Burglesauer Tal ist einer der wenigen Talräume der nördlichen Frankenalb, die nicht von Durchgangsstraßen zerschnitten sind; die verschiedenen Teillebensräume sind für viele Tierarten also noch relativ ungestört erreichbar.
Die Steilhänge mit den Magerrasenflächen und den Wacholderheiden der sogenannten Kaidersleite sind von aufragenden Felstürmen geprägt. Schon immer faszinierte dieses Tal die Menschen. So ist in einem französischen Buch über die Region Franken aus dem Jahr 1771 zu den Felsen von Burglesau zu lesen: „Aus Bamberg heißt es, dass in Burglesau, einem Dorf vier Meilen von dieser Stadt entfernt, ein Berg mit einem schrecklichen Absturz in zwei Teile geteilt wurde; dass der östliche Teil vollständig zerknittert war und die Bäume und Hecken mitnahm, mit denen er bedeckt war. Der andere ist in seiner gewöhnlichen Situation geblieben; Wir haben das Heulen über ihre kleinen Hügel bemerkt, die für jede Menge Fabeln geeignet und in einiger Entfernung voneinander platziert sind. Ein Bauer war mutig genug, seine Axt in einen dieser Haufen zu treiben. Sofort hörten wir ein schiefes Geräusch und der Hügel sank in die Erde.“ Journal politique 1771,1/6; Seite 28f.